# Sandersdorf
Sandersdorf is een plaats en voormalige gemeente in de Duitse deelstaat Saksen-Anhalt, en maakt deel uit van de Landkreis Anhalt-Bitterfeld.
Sandersdorf telt 9905 inwoners.

## Geboren
- Werner Peter (1950), Duits voetballer